# Сатир горный
Сатир горный или сатир феруловый или бархатница феруля (лат. Satyrus ferula) — вид дневных бабочек в составе семейства Бархатницы.

## Этимология латинского названия
Ferula (с латинского) — злак, хлыст. Название дано по излюбленному биотопу обитания бабочек — злаковым степям.

## Описание

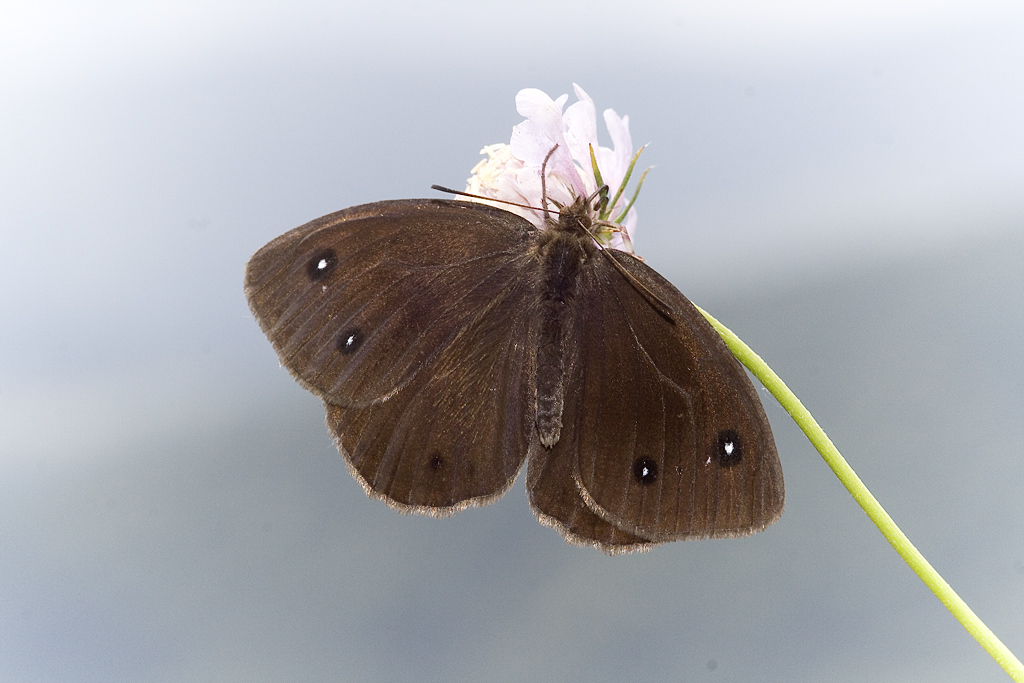
Самец

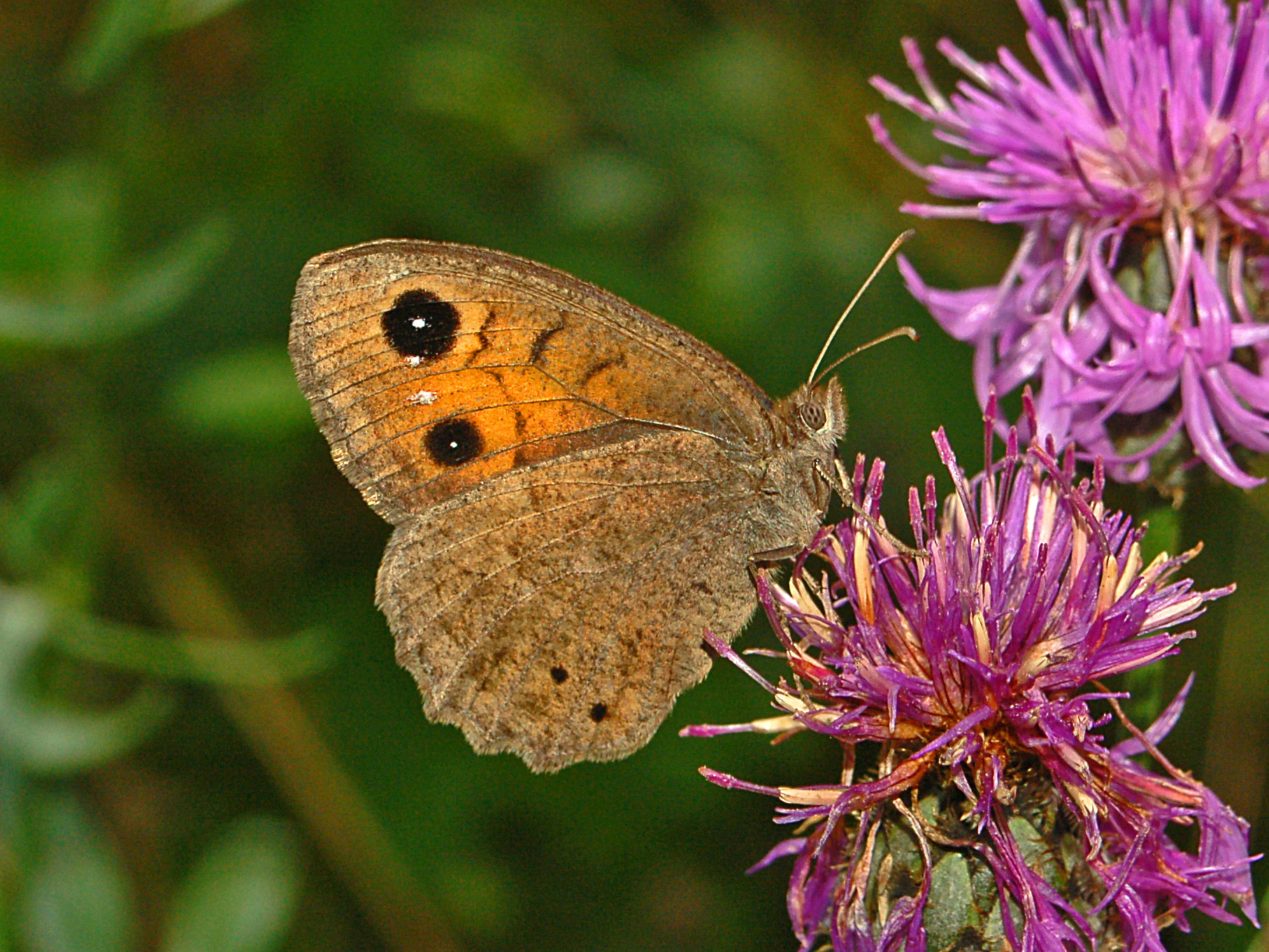
Самка. Нижняя сторона крыльев

Длина переднего крыла 24-31 мм. Верхняя сторона крыльев самца черно-бурая либо темно-коричневая с явным фиолетовым отливом. Передние крылья у самцов и самок с двумя глазками и двумя белыми точками между ними. У самки «глазки» могут располагаться на оранжевом поле. Самки окрашены несколько светлее самцов.

## Ареал и местообитания
Марокко, локально в Южной Европе, Южная Украина, Крым, юг европейской части России к востоку до Южного Урала, юго-запад Сибири, Казахстан, Западный Китай. Вид отсутствует в Восточном Предкавказье и центральной части Большого Кавказа.
Населяет остепненные балки, открытые склоны балок, злаковые степи, часто по каменистым горным склонам, ксерофитные щебнистые холмы, солончаковые степи (в Астраханской области). В Крыму бабочки летают на ксерофитных участках склонов на границе с лесом, иногда в антропогенных стациях, а также на яйле, на высотах около 1200 м над ур. м. В Марокко в горах обитает на высотах до 3000 м. н.у.м.

## Биология
Развивается в одном поколении за год. Время лёта — с конца июня по начало августа.
Гусеница активны и питаются по ночам, в холодную погоду иногда и днем. Кормовые растения гусениц: щучка, луговик, овсяница овечья, ковыль.

## Подвиды
- S. f. alaica Staudinger, 1886.
- S. f. altaica Grum-Grshimailo, 1893.
- S. f. atlantea (Verity, 1927).
- S. f. cordulina Staudinger, 1886.
- S. f. liupiuschani O. Bang-Haas, 1933.
- S. f. medvedevi Korshunov, 1996.
- S. f. penketia Fruhstorfer, 1908.
- S. f. rickmersi van Rosen, 1921.
- S. f. sergeevi Dubatolov & Streltzov, 1999.
- S. f. serva Fruhstorfer, 1909.